# Limnophora caesius
Limnophora caesius är en tvåvingeart som beskrevs av Shinonaga 2005. Limnophora caesius ingår i släktet Limnophora och familjen husflugor. Inga underarter finns listade i Catalogue of Life.